# Interserie 1972

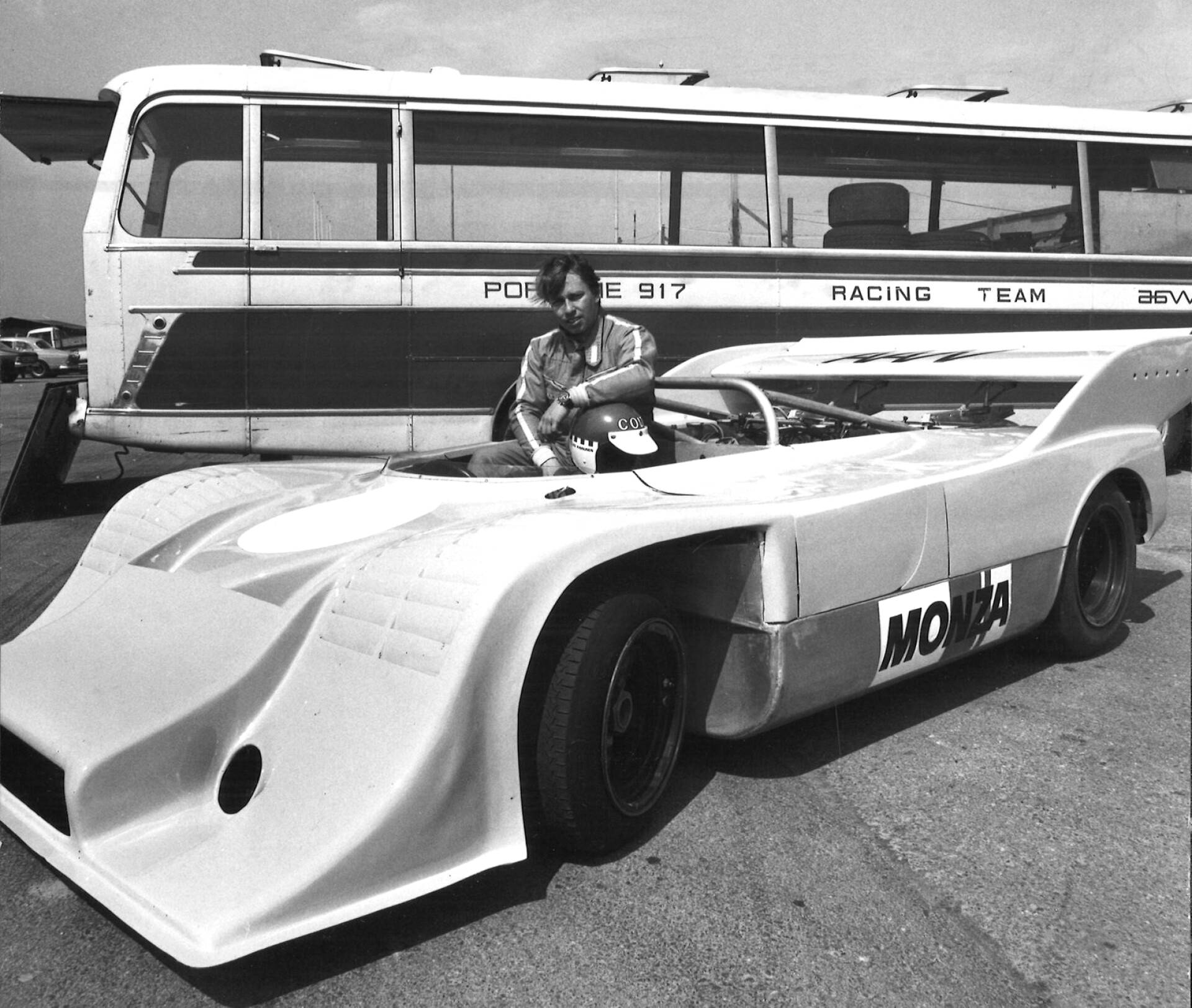
Zweiter Fahrertitel für Leo Kinnunen, hier neben seinem Porsche 917/10 TC vor dem Rennen in Keimola

Die Interserie 1972 war die dritte Saison der europäischen Sportwagenmeisterschaft Interserie. Sie begann am 3. April und endete am 1. Oktober.

## Meisterschaft
Nach seinem Titelgewinn 1971 war Leo Kinnunen auch 1972 in der Meisterschaft nicht zu schlagen. Von den neun Wertungsläufen der Saison gewann Kinnunen sechs, zweimal siegte Howden Ganley im BRM P167 und einmal Kinnunens Markenkollege Willi Kauhsen. 

## Rennkalender
| Nr. | Datum         | Rennname / Rennstrecke                                                | Team                      | Gesamtsieger  | Fahrzeug          | Meisterschaft |
| --- | ------------- | --------------------------------------------------------------------- | ------------------------- | ------------- | ----------------- | ------------- |
| 1   | 3. April      | 300-km-Rennen auf dem Nürburgring (Nürburgring)                       | B.R.M. Ltd.               | Howden Ganley | BRM P167          | Alle          |
| 2   | 1. Mai        | 300-km-Rennen von Imola (Autodromo Enzo e Dino Ferrari)               | Willi Kauhsen Racing Team | Willi Kauhsen | Porsche 917/10    | Alle          |
| 3   | 21. Mai       | 300-km-Rennen von Silverstone (Silverstone Circuit)                   | Racing Team A.A.W         | Leo Kinnunen  | Porsche 917/10    | Alle          |
| 4   | 9. Juli       | 200-km-Rennen von Zeltweg (Österreichring)                            | Alcan B.R.M.              | Howden Ganley | BRM P167          | Alle          |
| 5   | 16. Juli      | 300-km-Rennen von Hockenheim (Hockenheimring Baden-Württemberg)       | Racing Team AAW           | Leo Kinnunen  | Porsche 917/10 TC | Alle          |
| 6   | 6. August     | 300-km-Rennen von Nürnberg (Norisring)                                | Racing Team AAW           | Leo Kinnunen  | Porsche 917/10 TC | Alle          |
| 7   | 27. August    | 200-km-Rennen von Keimola (Keimolan Moottoristadion)                  | Racing Team AAW           | Leo Kinnunen  | Porsche 917/10 TC | Alle          |
| 8   | 24. September | Rheinland-Pfalz-Preis (Nürburgring)                                   | Racing Team AAW           | Leo Kinnunen  | Porsche 917/10 TC | Alle          |
| 9   | 1. Oktober    | Großer Preis von Baden-Württemberg (Hockenheimring Baden-Württemberg) | Racing Team AAW           | Leo Kinnunen  | Porsche 917/10 TC | Alle          |

## Fahrer-Meisterschaft

### Gesamtwertung der ersten Zehn
| Position | Fahrer           | Team                      | Fahrzeug                         | Punkte |
| -------- | ---------------- | ------------------------- | -------------------------------- | ------ |
| 1        | Leo Kinnunen     | AAW Racing Team           | Porsche 917/10 Porsche 917/10 TC | 135500 |
| 2        | Willi Kauhsen    | Willi Kauhsen Racing Team | Porsche 917/10 Porsche 917/10 TC | 109200 |
| 3        | Helmut Kelleners | Felder Racing Team        | McLaren M8F                      | 86700  |
| 4        | Howden Ganley    | BRM                       | BRM P167                         | 58900  |
| 5        | Ernst Kraus      | Ernst Kraus               | Porsche 917 Spyder               | 37800  |
| 6        | Georg Loos       | Gelo Racing Team          | McLaren M8F                      | 31500  |
| 7        | Chris Craft      | David Piper Racing        | Porsche 917K                     |        |
| 8        | Egmont Dursch    | Egmont Dursch             | McLaren M8F Lola T70 Mk.3B       | 28000  |
| 9        | Reinhold Joest   | Reinhold Jost             | Porsche 908/03                   |        |
| 10       | Harald Link      | Harald Link               | Karasek Porsche                  |        |